# Коричневый кустарниковый жаворонок
Коричневый кустарниковый жаворонок (лат. Amirafra rufocinnamomea) — вид воробьиных птиц из семейства жаворонковых (Alaudidae). Широко распространён в странах Африки к югу от Сахары. Выделяют 15 подвидов.

## Описание
Длина птицы составляет 14-18 см, из которых от 4,6 до 5,8 см приходится на хвост. Длина клюва составляет от 1,4 до 1,75 см. Средний вес составляет 21-32 г. Виду не присущ половой диморфизм.
Окраска птицы в основном рыжевато-коричневая, спина с чёрными полосками. Над глазами кремовые «брови», на голове небольшой чуб. Горло беловатое, грудь рыжеватая с тёмными пятнышками. Крылья коричневые, края рыжеватые. Хвост темно-коричневый с рыжеватым оттенком.

## Подвиды
Выделяют пятнадцать подвидов:
- A. r. buckleyi (Shelley, 1873) — от южной Мавритании и Сенегала до северного Камеруна;
- A. r. serlei (White, CMN, 1960) — юго-восточная Нигерия;
- A. r. tigrina (Oustalet, 1892) — от восточного Камеруна до севера ДР Конго;
- A. r. furensis (Lynes, 1923) — юго-запад Судана;
- A. r. sobatensis (Lynes, 1914) — Южный Судан;
- A. r. rufocinnamomea (Salvadori, 1866) — северо-западная, центральная Эфиопия;
- A. r. omoensis (Neumann, 1928) — юго-западная Эфиопия;
- A. r. torrida (Shelley, 1882) — от востока Южного Судана и юга Эфиопии до северной Уганды, Кении и Танзании;
- A. r. kawirondensis (Van Someren, 1921) — восток ДР Конго, западная Уганда, западная Кения;
- A. r. fischeri (Reichenow, 1878) — Ангола, юг ДР Конго, северная Замбия, северный Мозамбик, восточное побережье Африки от Танзании до Сомали;
- A. r. schoutedeni (White, CMN, 1956) — от Габона и ЦАР до запада ДР Конго и северо-западной Анголы;
- A. r. lwenarum (White, CMN, 1945) — северо-западная Замбия;
- A. r. smithersi (White, CMN, 1956) — северная Замбия, Зимбабве, северо-восточная Ботсвана, север ЮАР;
- A. r. pintoi (White, CMN, 1956) — южный Мозамбик, Эсватини, северо-восток ЮАР;
- A. r. mababiensis (Roberts, 1932) — от западной Замбии до центральной Ботсваны.

## Распространение и среда обитания
Коричневый кустарниковый жаворонок имеет большой ареал, охватывающий большую часть африканского континента, с предполагаемой глобальной площадью распространения 10 000 000 км2. Его естественная среда обитания — сухая саванна, влажная саванна и субтропические или тропические сухие равнинные луга.